# ローター・シュミット
ローター・シュミット（Lothar Schmid、1928年5月10日 - 2013年5月18日）は、ドイツのチェスプレーヤー。

## 来歴・人物
ドレスデン出身。1951年にインターナショナルマスターとなり、1959年にグランドマスターとなる。旧西ドイツ時代にはヴォルフガング・ウンツィカーとともに西ドイツのチェス界の両巨頭としてその名を知られた時期がある。
1972年にアイスランドのレイキャヴィークで行われたボリス・スパスキーとボビー・フィッシャーの世界選手権ではレフェリーを務め、フィッシャーから次々出された難題をさばいたことでも知られている。